# Bundesstraße 429
Die Bundesstraße 429 (Abkürzung: B 429) wird auch als Westtangente von Gießen bezeichnet. Sie ist ein Teil des Gießener Ringes. Die B 429 ist mit einer Länge von 4,9 km eine der kürzesten Bundesstraßen.

## Verlauf
Die B 429 besteht aus drei Anschlüssen (von Nord nach Süd):
1. Wettenberg (sogenannte Holländische Rampe zur A 480 Richtung Gießener Nordkreuz)
2. Gießen-West (Abfahrt zur Stadtmitte oder zum Gewerbegebiet West)
3. Lahnfelddreieck (dort mündet sie in die B 49 Richtung Wetzlar/Bergwerkswald)

## Geschichte

### Bau der Kraftfahrstraße Limburg-Gießen
Die in den 1960er und zu Beginn der 1970er Jahre gebaute Kraftfahrstraße Limburg-Gießen erhielt in dem Abschnitt von der Anschlussstelle Weilburg-West bis zum Gießener Ring zunächst die Bezeichnung B 429. Die B 49 führte noch ab Weilburg-West über den alten Trassenverlauf der früheren Reichsstraße durch das Stadtzentrum Weilburg zum Tiergartenknoten über Braunfels und Solms nach Wetzlar, hier durch das südliche Stadtzentrum gemeinsam mit der B 277 und ab dem Abzweig Wetzlar-Franzenburg über Dutenhofen und Kleinlinden ins Gießener Stadtzentrum. Sowohl die Westtangente des Gießener Rings (Anfang der 1970er Jahre fertiggestellt) und auch die Südspange des Gießener Rings mit der Kleinlindener Talbrücke (Eröffnung am 12. November 1979) trugen zunächst die Bezeichnung B 429. Lediglich der Abschnitt Weilburg-West bis Limburg der neuen Kraftfahrstraße Gießen-Limburg (im Volksmund auch Schnellstraße oder Lahn-Schnellweg genannt) hatte die Bezeichnung B 49, weil die neue Straße im Wesentlichen auf der Trasse der ehemaligen – jedoch in diesem Bereich nicht gebauten – Reichsstraße 49 (R 49) entstand. Die B 429 war somit in Zeiten des Booms des Fernstraßenbaus in der Bundesrepublik Deutschland, in ihrer damaligen Streckenführung, die wichtigste Ost-West-Achse in Mittelhessen.

### Umwidmung der alten Bundesstraße
Im Rahmen des Abstufungskonzepts der Bundesregierung für Bundesstraßen wurde die alte Streckenführung der B 49 zwischen Weilburg und Gießen schrittweise aufgegeben. 1980 wurde der Abschnitt Tiergarten Weilburg-Braunfels-Wetzlar (Leitzplatz) zur Landesstraße (L 3451) abgestuft. Der Abschnitt Weilburg-West-Stadtmitte-Tiergarten erhielt die Bezeichnung nach der verlängerten B 456. Aufgrund eines Formfehlers verband man jedoch nicht Teile der B 49. Die Nord-Süd-Stadtdurchfahrt von Wetzlar (Karl-Kellner-Ring-Bergstraße-Frankfurter Straße) erhielt alleine die Bezeichnung B 277. Die bisherige B 429 zwischen Weilburg-West und der Anschlussstelle Wetzlar-Ost, dem Knoten mit der A 45 (Sauerlandlinie), bekam die Bezeichnung B 49. Die Kraftfahrstraße ab Wetzlar-Ost über Lahnau bis zum Gießener Ring behielt die Bezeichnung B 429. Der Abschnitt der „alten Reichsstraße 49“ von Wetzlar (Franzenburg) über Dutenhofen und Kleinlinden nach Gießen behielt bis 1988 die traditionelle Bezeichnung B 49.

### Doppelte Streckenführung (1988–1991)
1988 beschlossen die zuständigen Verkehrsplaner, auch die letzten Teile der „alten Straße“ aufzugeben. Gleichzeitig sollten im Rahmen des „Konzepts zur Abstufung autobahnparalleler Bundesstraßen“ die gesamten Bundesstraßen im Gießener Stadtgebiet (B 3, B 49, B 457) zu Landes- und Kreisstraßen abgestuft werden. Gegen diese Lösung hatten die Städte Gießen und Wetzlar Widerspruch eingelegt, weil sie Nachteile bei der Straßenunterhaltung befürchteten. Trotz des Widerspruchs wurde die vierspurige Kraftfahrstraße von Wetzlar-Ost über Lahnau bis zum Gießener Ring in B 49 umbenannt. 
Seit 1988 heißt somit die Kraftfahrstraße auf der gesamten Länge zwischen Gießen-Bergwerkswald (Knoten A 485) und Limburg-Nord (Knoten A 3) B 49, und nur die Westtangente des Gießener Rings wird noch als B 429 bezeichnet. Für drei Jahre bestand somit zwischen Gießen und Wetzlar das Kuriosum, dass zwei Straßen mit der Bezeichnung B 49 bestanden. Die Städte Gießen und Wetzlar einigten sich mit dem Bundesverkehrsministerium dahingehend, dass innerstädtische Abschnitte der ehemaligen Bundesstraßen im Rahmen der Abstufung größtenteils noch mit Bundesmitteln saniert wurden.

### Entwicklung seit 1991
1995 wurde der südliche Teil der B 277 zur Landesstraße abgestuft, so dass auch im Stadtgebiet Wetzlar, wie im Stadtgebiet Gießen, keine Bundesstraßen mehr bestehen. 